# Cesar (priimek)
Cesar je pogost priimek v Sloveniji, ki ga je po podatkih Statističnega urada Republike Slovenije na dan 31. decembra 2008 uporabljalo 664 oseb.

## Znani nosilci priimka
- Andrej Cesar (1824—1885), podobar
- Andrej Cesar (1885—?), kipar, rezbar
- Barbara Cesar, knjižničarka
- Biserka Cesar (*1983), atletinja, fotografinja
- Borut Cesar (*1967), polkovnik Slovenske vojske
- Boštjan Cesar (*1982), nogometaš
- Božidar Cesar, medicinski fizik
- Ciril Cesar (1923—2024), kipar in industrijski oblikovalec
- Emil Cesar (1927—2020), literarni zgodovinar, urednik
- Franc Cesar, polkovnik Slovenske vojske
- Franjo Cesar, višji praporščak, glavni podčastnik poveljstva sil SV
- Igor Cesar, saksofonist
- Ivan Cesar (1864—1936), podobar
- Ivan (Janez) Cesar (1896—1965), gledališki igralec
- Ivan Cesar (1936—1993), hrvaški literarni zgodovinar, slovenist, prevajalec in politik
- Jože Cesar (1907—1980), slikar in scenograf, alpinist
- Marko Cesar, čebelar
- Nina Cesar, plavalka
- Nives Cesar, klinična farmakologinja; vodja zavoda ARS Cesar (Velenje)
- Peter Cesar, arhitekt
- Polonca Cesar, etnologinja (ZDA)
- Rok Cesar, zdravnik radiolog, pulmolog
- Sergij (Sergej) Cesar, filmar, videast, inženir elektronike, predavatelj za sommeliere
- Špela Cesar, pevka in kitaristka
- Vojko Cesar, fagotist, atletski trener